# Apateu (okręg Bihor)
Apateu – wieś w Rumunii, w okręgu Bihor, w gminie Nojorid. W 2011 roku liczyła 256 mieszkańców.